# Maja Keucová
Maja Keucová (* 16. ledna 1992 Maribor) je slovinská zpěvačka a moderátorka, vystupující také pod uměleckým jménem Amaya.
Od dětství se věnovala hraní a zpěvu, vystupovala s hudebními skupinami Hrošči a Papir. V roce 2010 se zúčastnila televizní soutěže Slovinsko má talent, kde obsadila druhé místo. V roce 2011 nahrála skladbu „No One“, která vedla slovinskou hitparádu a reprezentovala s ní Slovinsko na soutěži Eurovision Song Contest 2011. Ve finále skončila na třinácté příčce. Vydala dvě alba Indigo (2011) a Fairytales (2016). Spolupracovala také s korejskou skupinou SHINee. V roce 2018 se opět dostala do čela slovinské hitparády s písní „Naredi srce“, vytvořenou pro film Gajin svet.
Je držitelkou Balkánské hudební ceny za rok 2012. Vystudovala Rotterdamskou konzervatoř a žila ve Švédsku s Jonahem Nilssonem, zpěvákem skupiny Dirty Loops. V únoru 2019 pár oznámil rozchod.